# 安杰拉·戴格尔
安杰拉·戴格尔（英語：Angela Daigle，1976年5月28日—），美国女子田径运动员，主攻短跑。她曾代表美国参加2003年泛美运动会田径比赛，获得女子4×100米接力金牌。